# Psychomyia scottae
Psychomyia scottae är en nattsländeart som beskrevs av Schmid 1997. Psychomyia scottae ingår i släktet Psychomyia och familjen tunnelnattsländor. Inga underarter finns listade i Catalogue of Life.